# ساندمان (مارفل كوميكس)
ساندمان  (بالإنجليزية:Sandman) شخصية خيالة شريرة ظهر لأول مره في عام 1963 في القصص المصورة التي نشرتها شركة مارفيل كومكس بجانب الرجل العنكبوت ويتميز بقوته الرملية.